# Hành vi tổ chức
Hành vi tổ chức (HVTC) hay hành vi của tổ chức là: "một môn khoa học nghiên cứu về hành vi của con người trong sắp đặt tổ chức, tương tác giữa hành vi của con người với tổ chức, và chính bản thân tổ chức". Nghiên cứu HVTC có thể được phân loại theo ít nhất là ba cấp độ:
- cá nhân trong tổ chức (cấp vi mô)
- nhóm làm việc trong tổ chức (cấp trung mô)
- cách mà tổ chức hoạt động (cấp vĩ mô)

## Tổng quát
Chester Barnard nhận ra rằng khi hoạt động với vai trò trong tổ chức và khi hoạt động tách biệt với tổ chức, mỗi cá nhân có hành vi cư xử khác nhau. Nhà nghiên cứu hành vi tổ chức sẽ chủ yếu nghiên cứu hành vi của các cá nhân với vai trò trong tổ chức của họ. Một trong những mục tiêu chính mà hành vi tổ chức hướng tới là "hồi sinh lý thuyết tổ chức và phát triển một sự khái niệm hoá tốt hơn về đời sống tổ chức".